# Shine On You Crazy Diamond
«Shine On You Crazy Diamond» (с англ. — «Сияй, безумный бриллиант») — композиция английской прог-рок группы Pink Floyd с концептуального альбома Wish You Were Here (1975), открывающая и завершающая этот альбом и состоящая из девяти частей. Музыка написана Ричардом Райтом, Дэвидом Гилмором и Роджером Уотерсом. Автор текста — Роджер Уотерс.
В 2011 году «Shine On You Crazy Diamond» заняла второе место в списке «25 лучших песен всех времён в жанре прогрессивного рока» по версии сайта PopMatters.

## О композиции
Песня посвящена бывшему члену группы Сиду Барретту, покинувшему коллектив в 1968 году из-за нестабильного психического состояния, вызванного употреблением психоделиков. Она дала название сборнику Shine On Pink Floyd и сборнику Crazy Diamond Сида Барретта.
Shine On You Crazy Diamond — самая длительная песня Pink Floyd (26 минут).
Впервые композиция появилась в сет-листе группы во время летнего тура во Франции в 1974 году и исполнялась целиком. В дальнейшем планировалось, что «Shine On You Crazy Diamond» полностью займет одну сторону пластинки Wish You Were Here, как «Atom Heart Mother» или «Echoes», однако затем композиция была разделена на две части, использованные в начале и конце альбома.
Кроме оригинальной версии с разбиением песни на две половины существуют ещё три сокращенные версии, включённые в различные сборники группы:
A Collection of Great Dance Songs
Из этой версии полностью были убраны части III, V, VI, VIII и IX, а сама композиция завершается отредактированным переходом от седьмой части к восьмой с последующими радиоэффектами из «Wish You Were Here». Продолжительность версии составляет 10 минут 41 секунду.
Echoes: The Best of Pink Floyd
В данной версии отсутствует гитарное соло в III части, часть VI укорочена, а части VIII и IX полностью убраны. Композиция на данном сборнике заканчивается гитарным риффом, связывающим седьмую и восьмую части, который перетекает в тиканье часов из начала композиции «Time». Продолжительность версии составляет 17 минут 32 секунды.
A Foot in the Door — The Best of Pink Floyd
На данном сборнике полностью исключены части с VI по IX, часть I сокращена, отсутствует гитарное соло в III части. Версия на сборнике заканчивается затухающим соло на саксофоне, а оригинальный переход к «Welcome to the Machine» также исключен: композиция просто прекращается и начинается песня «Brain Damage». Продолжительность версии составляет 11 минут 05 секунд.

## Участники записи
- Роджер Уотерс — бас-гитара, вокал, дополнительная электрогитара
- Дэвид Гилмор — гитары, бэк-вокал, дополнительная бас-гитара, синтезатор «EMS Synthi AKS»
- Ричард Райт — клавишные и синтезаторы, бэк-вокал
- Ник Мэйсон — ударные, перкуссия

приглашённые музыканты:
- Дик Пэрри — саксофоны
- Винетта Филдс[англ.], Карлина Уильямс — бэк-вокал.